# Rhagio corrigiolatus
Rhagio corrigiolatus är en tvåvingeart som beskrevs av Franz Paula von Schrank 1796. Rhagio corrigiolatus ingår i släktet Rhagio och familjen snäppflugor.
Artens utbredningsområde är Tyskland. Inga underarter finns listade i Catalogue of Life.